# Raddiella minima
Raddiella minima är en gräsart som beskrevs av Emmet J. Judziewicz och Fernando Omar Zuloaga. Raddiella minima ingår i släktet Raddiella och familjen gräs. Inga underarter finns listade i Catalogue of Life.